# Ulrich Berchtold
Ulrich Berchtold (* 11. April 1729; † 25. November 1794) war von 1761 bis 1773 Stiftsbibliothekar des Klosters St. Gallen.

## Leben
Ulrich Berchtold, getauft als Johann Nepomuk Bernhard, war der Sohn des Augsburger Notars Josef Anton Berchtold und der Maria Franziska Blank. Er legte seine Profess am 21. Mai 1747 in St. Gallen ab. Er wurde am 19. September 1750 Subdiakon und am 5. Juni 1751 Diakon; Priester wurde er am 22. September 1753. Die Primiz fand eine Woche später statt. Er war zunächst Professor der Philosophie. Danach, am 12. Mai 1762, wurde er aufgrund seiner guten Kenntnisse des Hebräischen und Griechischen zum Nachfolger des Bibliothekars der Stiftsbibliothek St. Gallen, Pius Kolb, bestimmt. Zur selben Zeit war er Regierungs- und Pfalzrat; ebenso wurde er auch geistlicher Rat.
Der Stiftsbibliothekar und Chronist Franz Weidmann nannte Ulrich Berchtold einen zweiten Äsop. Er sei von geringer Statur gewesen, unansehnlich und mit einem leichten Buckel. Allerdings verfügte er über ein einnehmendes Wesen, das seine Mitmenschen für ihn gewann.

## Wirken
Noch zu seiner Zeit als Stiftsbibliothekar von 1771 bis 1777 war Ulrich Berchtold Beichtiger in Wonnenstein. Danach setzte ihn Abt Beda Angehrn als Statthalter im Kloster Disentis ein, wo die Verhältnisse schwierig waren Er musste kurz darauf nach St. Gallen zurückkehren, weil das Kapitel von Disentis sich über seine Verwaltung beklagte. Es hiess, Ulrich habe über 17'000 Gulden Schulden angehäuft. Allerdings stellte sich heraus, dass die Schulden lediglich 8'000 Gulden betrugen. Man kam überein, dass diese von der Abtei St. Gallen übernommen werden. Danach, am 4. März 1781, wurde Ulrich Kellerherr in St. Gallen.
Acht Jahre später reiste er nach langem Bitten beim Abt nach Rom, wo er am liebsten geblieben wäre. Er kehrte allerdings im Herbst 1790 zurück und brachte dabei ein bedeutendes Werk für die Bibliothek mit. Überhaupt machte sich Ulrich Berchtold sehr verdient um die St. Galler Bibliothek, trieb er doch auch deren Umbau zum heutigen Barocksaal voran und kümmerte sich um die Integration der Bestände aus der Sammlung von Aegidius Tschudi in den Bibliotheksbestand, was eine der wichtigsten Anschaffungen in der Geschichte der Stiftsbibliothek St. Gallen darstellte.
Nach seiner Zeit in Rom zog sich Ulrich Berchtold in bereits fortgeschrittenem Alter in das Amt des Küchenmeisters in Rorschach zurück. Einst sehr beliebt im Volk, vermochte er zu Zeiten der Französischen Revolution mit seiner Vermittlung nicht mehr viel auszurichten. Er wurde zwar noch Mitglied der Interimsregierung, starb jedoch kurz darauf mit dem beim Volk beliebten Beinamen «Galgenpater», da er gewöhnlich als Auströster zu den Sterbenden gerufen worden war.